# 斎藤百合
齋藤 百合（さいとう ゆり、1891年（明治24年）3月31日 - 1947年（昭和22年）1月17日）は、日本の社会運動家。盲人女性のための教育施設・福祉施設を設置し、その地位向上に力を尽くした。旧名は野口小つる。

## 生涯
愛知県八名郡石巻村（現・豊橋市）にて、野口浪太郎の次女・小つるとして生まれた。父の浪太郎は旅まわりの浪曲師で、母のきくは村の旧家の娘であったが彼に心を寄せ、駆け落ち同然に所帯を持った。二人の間には子どもが5人生まれた。長女のつるは浪太郎の実家の竹上家に引き取られ、次女の小つるが生まれた頃に浪太郎は野口家の養子となり、小つると2人の男の子（沢治・福三郎）は祖父母に預けられ、三女のきんは三ヶ日の外山家に養子に出された。小つるが3歳の時に高熱を伴うはしかにかかり、その後の栄養失調で失明した。9歳の秋に按摩師の下に弟子入りしたが長くは続かず、1902年（明治35年）春に岐阜聖公会訓盲院（岐阜県立岐阜盲学校の前身）へ入学して寮生活を始めることとなった。同年3月30日、日本聖公会岐阜聖パウロ教会で洗礼を受けた。
聖公会の青年たちが彼女に読み聞かせを行ったほか、小つるは全額給費生として鍼按を学び、英文詩集の暗記を進んでマスターし、宣教師とともに外国人の家庭に招かれてオルガンを弾くなどして、英会話も身につけた。1908年（明治41年）春に岐阜聖公会訓盲院を卒業して同校の代用教員になり、11月17日にはオードレー宣教師から按手礼を受け自身の意志でクリスチャンとなった。代用教員となった小つるはヘレン・ケラーの『わが生涯』や「讃美歌」『英和辞典』といった本の点訳と写本に打ち込み、それらから大きく影響を受けた。この頃、White Lilyのペンネームを使い始めている。
1911年（明治44年）4月、小つるの才能を認めた岐阜聖公会訓盲院長は、彼女を同院の派遣生として、全額給費で東京盲学校師範科鍼按科に送った。1913年（大正2年）に同校を卒業して岐阜訓盲院の正教員になったが、2年後の1915年（大正4年）秋に病院勤務のマッサージ師・齋藤武弥と結婚し、東京雑司ヶ谷に新居を持つと同時に齋藤百合へ改名した。1918年（大正7年）、新聞を読んでもらった際に「東京女子大学設立。女性を1人の人間として伸ばすための教育を行う」という記事の文を聞いて心を突き動かされた百合は、夫の助言も得て同校を受験した。当時26歳、2児の母にして全盲だった彼女は、大学には特別生として受け入れられ、1922年、第1回卒業66名の1人として卒業すると、東京盲学校同窓会主事として機関誌『むつぼしの光』の編集にあたった。
盲人女性が置かれた地位の低さを以前から憂いていた百合は、1928年（昭和3年）11月、武蔵野婦人会（のち陽光婦人会）を組織し、盲人女性が安心して働ける鍼灸按摩の治療所を開設し、編み物や組紐の授産教室も始めたが、3年で経営は行き詰ってしまった。
1929年（昭和9年）には「盲女子高等学校」の設立資金にするために、日本青年館を会場に「講演と音楽の夕」を企画し、宮城道雄による琴の演奏のほか、ヘレン・ケラーが盲女子教育をテーマに講演することになった。4月29日、齋藤は会のはじめに主催者として挨拶し多数の来場者を迎えながらも、収益金は歓迎委員会に回収され盲女子高等学校の設立準備はつまずくこととなった。
ヘレン・ケラーはのちに齋藤に

まことに暗い強者どもの心。

かくて障害者からその好機を奪う。

地上の束縛を克服し、

精神力のうちに勝利しようとする好機を。

（深津文雄訳）

と、書簡を送り活動を励ましている。
1935年（昭和10年）に東京女子大学学長を後援会長におくなど大学関係者30名を中心とした後援組織を固め、陽光会ホームを発足させた。一軒屋を借りて、機関誌『点字倶楽部』を発行し、鍼按外来治療室、点字教室、編物教室、点字出版、失明者相談室などを置いて、盲女子の保護・訓練を行ったほか、地方の盲人の宿泊も受け入れた。
また当時、齋藤はキリスト者であり個人的な心情との矛盾を抱えながら、「堕胎を罰する刑法に縛られて、犯されてできた子を産まなければならない娘たちや、貧しくて育てられない子を身ごもった母親たちを、百合は、法律の網の目をくぐって助け（…）「産めよ殖やせよ」の国策に反して、ひそかに産児制限の指導も行っていた。」。当時は性がタブーとされ、夜間にあんまの仕事にでかけ性暴力に晒される可能性の高い盲人女性たちも、妊娠についての知識も持たず、自身で中絶しようとして健康を損ねたり、命を失ったりする者もいた。この状況を鑑み、齋藤は「人工妊娠中絶や、輪卵管を結ぶ手術をひそかに受けさせる手引きをした。」
齋藤は講演や原稿執筆で得た収入を陽光会ホーム事業につぎ込んだが、公的助成がなかったため、4人の子を抱えた家庭生活は常に貧しかった。さらに太平洋戦争の戦局悪化で東京への空襲が始まると、陽光会ホームは閉鎖せざるを得なくなり、1944年（昭和19年）には百合自身も陽光会のメンバーとともに浜名湖の奥に疎開した。長女・次女は結婚し、次男は出征（のち戦死）、夫の武弥は東京に残ったが、終戦後の1946年（昭和21年）1月に東京駅で不慮の災難に遭い死亡した。その翌1947年（昭和22年）1月17日、齋藤は風邪から肺炎を併発し、55歳で逝去した。墓所は雑司ヶ谷霊園。

## 死後
1986年、陽光会ホームで学び働いた粟津キヨが、『光に向って咲け―斎藤百合の生涯―』（岩波新書）を刊行し、齋藤百合の考えと生き方を紹介している。1993年に刊行された『道ひとすじ―昭和を生きた盲人たち―』（あずさ書店）では、盲人女性の地位向上のために尽力したとして昭和時代に活躍した著名な盲人100人の一人として挙げられている。1994年、百合の娘で女優の斎藤美和らによって映画化が計画され、1996年に『鏡のない家に光あふれ―斎藤百合の生涯―』（演出：渋谷昶子）として完成した。

## 年譜
- 1891年（明治24年）3月31日 - 愛知県八名郡石巻村（現・豊橋市）で生まれる。
- 1893年（明治26年） - はしかの高熱などのために失明する。
- 1901年（明治34年） - 豊橋の按摩師に弟子入りする。
- 1902年（明治35年）春 - 岐阜聖公会訓盲院に入学する。
- 1908年（明治41年） - 岐阜聖公会訓盲院を卒業し、同校の代用教員になる。
- 1911年（明治44年）4月 - 岐阜訓盲院委託生として東京盲学校師範科鍼按科に入学する。
- 1913年（大正2年）3月 - 同校を卒業し、岐阜訓盲院の正教員になる。
- 1915年（大正4年）秋 - 齋藤武弥と結婚し、齋藤百合と名乗る。
- 1916年（大正5年）8月 - 長女・久美を出産する。
- 1918年（大正7年）4月 - 開校したばかりの東京女子大学高等部に入学する。
- 1922年（大正11年）4月 - 東京女子大学英文科に入学。1923年（大正12年）秋まで在学。
- 1925年（大正14年） - 東京盲学校研究科英文科に入学。1928年（昭和3年）まで在学。
- 1928年（昭和3年）11月 - 武蔵野婦人会（のち陽光婦人会）を組織する。
- 1930年（昭和5年） - 盲女子のため陽光会治療所を開設する。
- 1935年（昭和10年） - 陽光会ホームを発足させる。
- 1937年（昭和12年） - 盲女子高等学園設立のためヘレン・ケラーの講演会などを開く（盲女子高等学園の設立は実現できなかった）。
- 1944年（昭和19年） - 陽光会のメンバーとともに現在の静岡県浜松市に疎開する。
- 1946年（昭和21年） - 夫武弥が逝去。疎開先から東京に戻る。
- 1947年（昭和22年）1月31日 - 風邪から肺炎を併発して死去。55歳没。